# Battaglia di Winterthur
La battaglia di Winterthur si svolse il 27 maggio 1799 nel quadro della guerra della Seconda Coalizione fra i francesi dell'Armata del Danubio e l'esercito asburgico, comandato da Friedrich von Hotze. La posizione strategica di Winterthur, fra Zurigo e un importante incrocio stradale, faceva sì che l'esercito che controllasse la città, controllava anche l'accesso alla Svizzera e al Reno. Anche se vi si scontrarono solo parti degli eserciti, l'abilità degli austriaci nel sostenere l'assalto durato 11 ore sul pianoro di Zurigo, risultò in un rafforzamento delle linee austriache, che portò ad una disfatta francese soli pochi giorni più tardi.